# Friedrich von Hefner-Alteneck

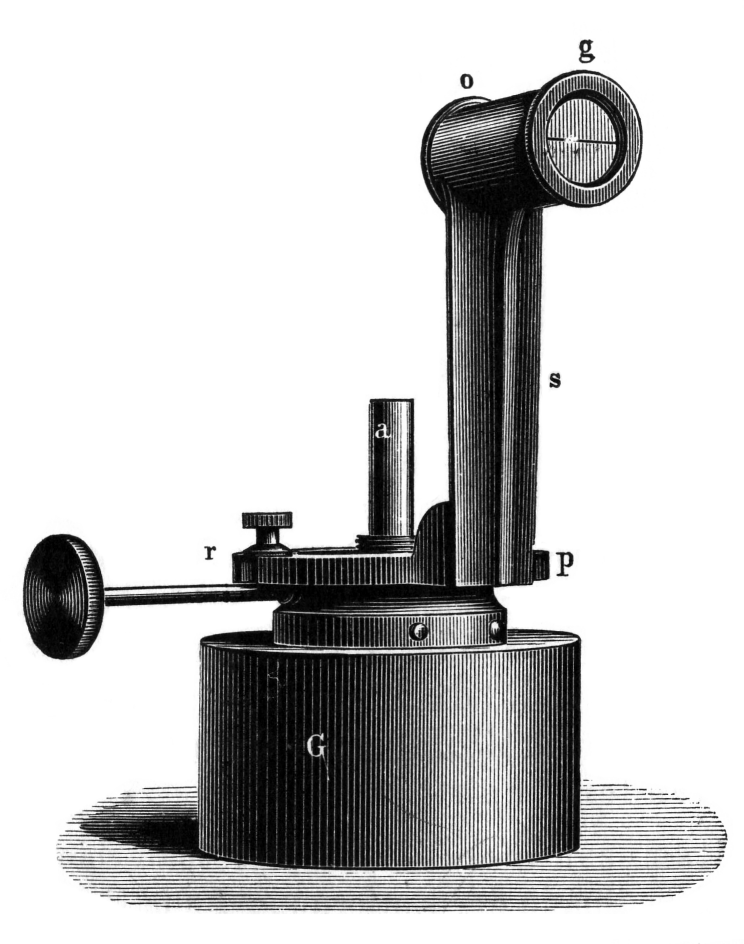
Lâmpada de Hefner, dispositivo de medida da intensidade luminosa inventado por Hefner-Alteneck.

Friedrich Heinrich Philipp Franz von Hefner-Alteneck (Aschaffenburg, 27 de abril de 1845 — Biesdorf, 6 de janeiro de 1904) foi um engenheiro electrotécnico alemão. Desenvolveu a unidade de intensidade luminosa que viria a ter o seu nome, a vela de Hefner.

## Biografia
Formado em engenharia electrotécnica foi um dos colaboradores mais próximos de Werner von Siemens. Notabilizou-se pela invenção da lâmpada de Hefner, um instrumento utilizado entre 1890 e 1942 na Alemanha e em algumas regiões da Europa como padrão para a medição da intensidade luminosa. A unidade de medida resultante era designada por vela de Hefner (em alemão: Hefnerkerze, abreviada HK) e foi utilizada até à década de 1940, sendo então substituída pela moderna unidade do SI, a candela.

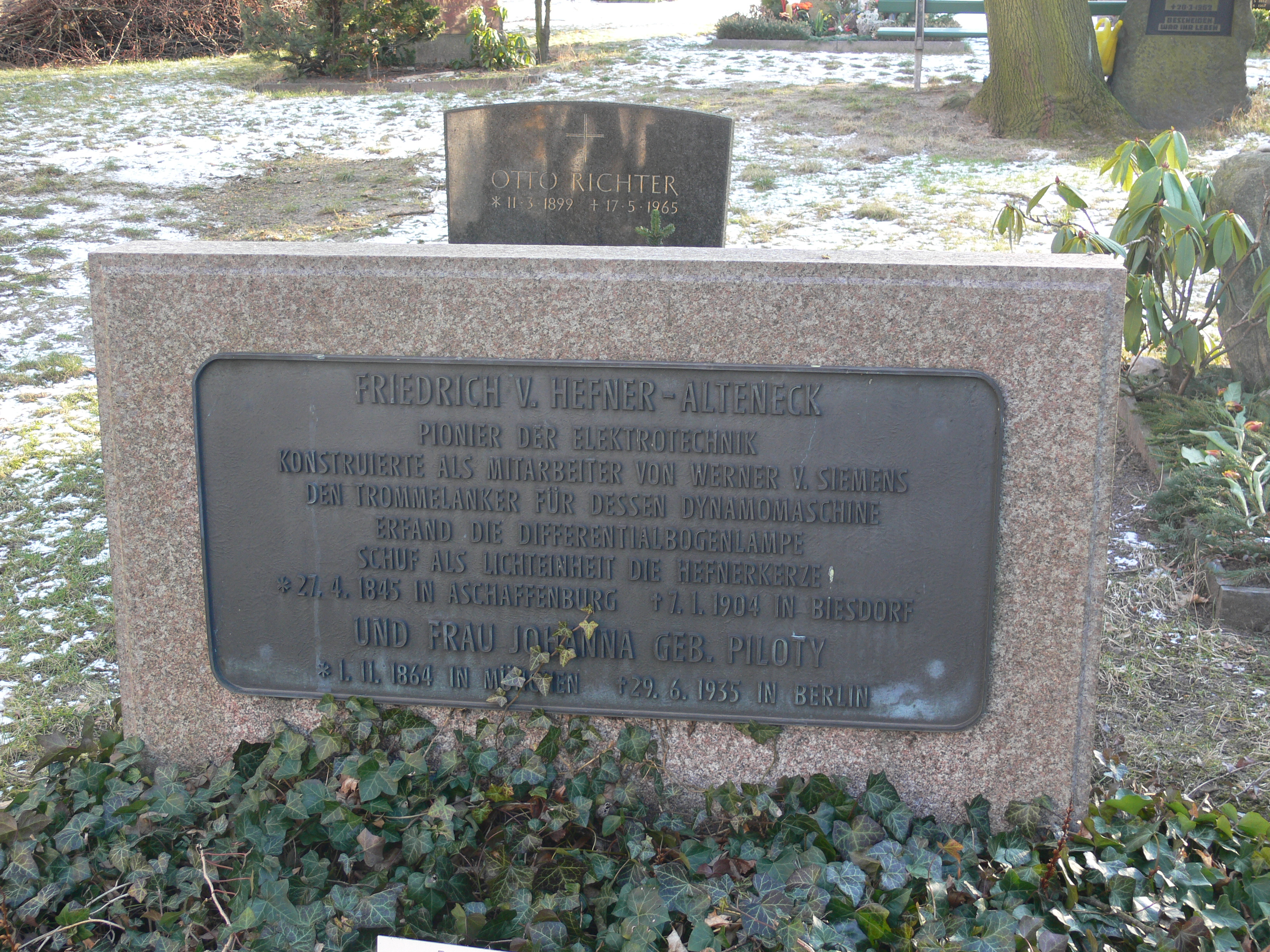
Sepultura no Alter St.-Matthäus-Kirchhof Berlin

Foi eleito membro da Academia Real das Ciências da Suécia em 1896.